# Martiene
Martiene es una localidad caboverdiana del municipio de Porto Novo.

## Geografía
La localidad está situada en la isla de Santo Antão.

## Organización territorial
La localidad abarca los lugares y barrios de:
- Bordeira
- Cabeçada Martiene
- Casa Nova
- Chã de Tambeque
- Chã de Tourim
- Chã Fundo
- Esponjeiro
- Estreito
- Frederic
- Lombo
- Lombo Covoada
- Lombo d'Antónia
- Pé de Coco
- Pedra Pilão
- Ribeira
- Sarrana
- Tchã d'Sarrana
- Tchãn
- Varzinha